# 니가타 소녀 감금 사건

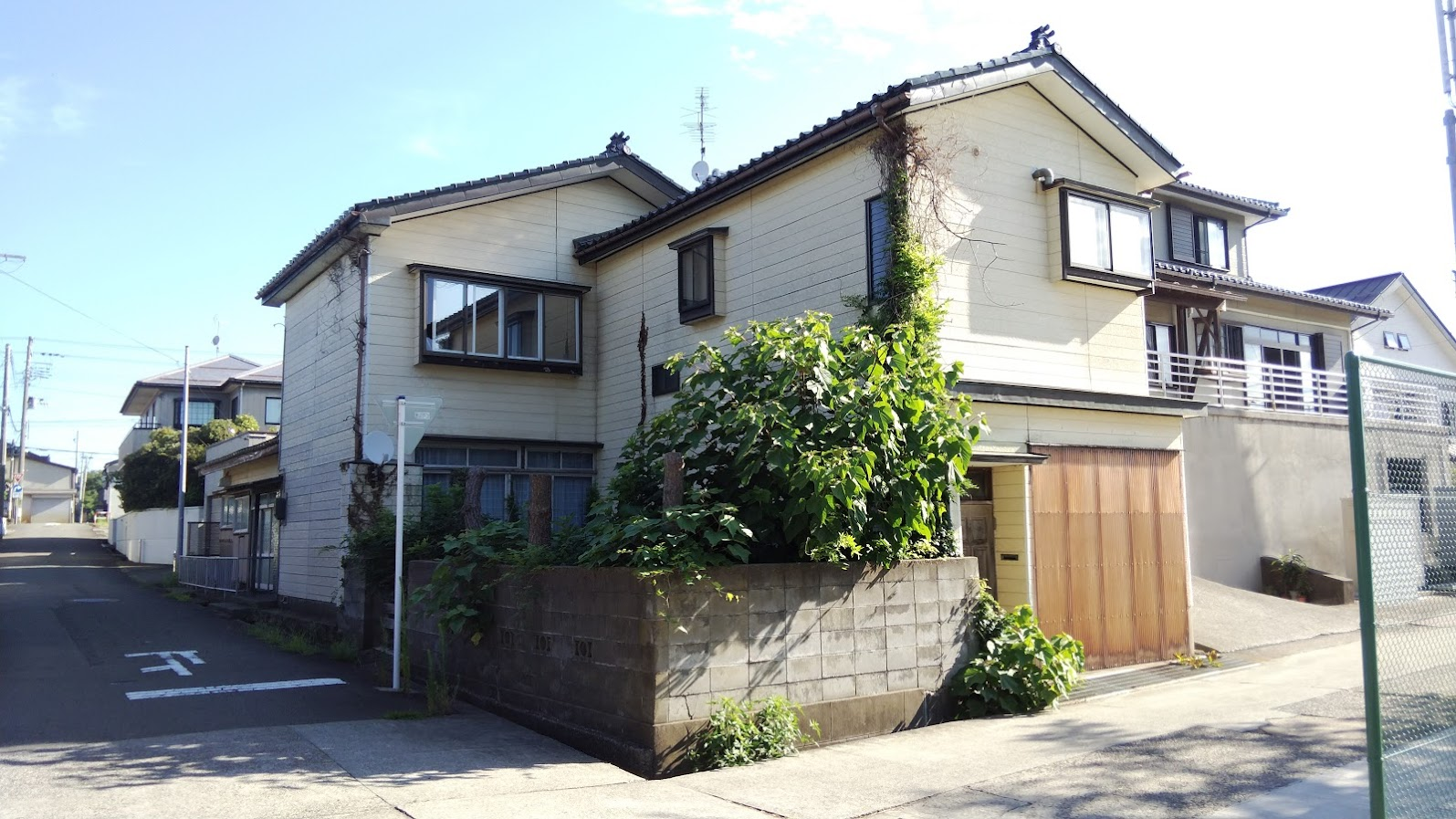

니가타 소녀 감금 사건(일본어: 新潟少女監禁事件 니이가타쇼조칸킨지켄[*])은 1990년 11월 13일에 니가타현 산조시의 거리에서 9살 소녀가 납치되어 2000년 1월 28일에 같은 현의 가시와자키시에 있는 가해자 사토 노부유키(일본어: 佐藤宣行)의 집에서 발견된 것으로 드러난 납치 감금 사건이다.